# Карган (село)
Карган — село в Каргатском районе Новосибирской области. Административный центр Карганского сельсовета. 

## География
Площадь села — 167 гектаров. 

## Население
| 2002 | 2007 | 2010 |
| ---- | ---- | ---- |
| 376  | ↗388 | ↘302 |

## Инфраструктура
В селе по данным на 2007 год функционируют 1 учреждение здравоохранения, 1 образовательное учреждение.

## Известные уроженцы
- Константинов, Иван Никифорович (1920—1984) — советский лётчик, Народный герой Югославии[5].